# Вилланелла
Виллане́лла (итал. villanella — деревенская песня, от позднелат. villanus — крестьянин, или обобщённо — человек низкого происхождения; также villanesca, сокращение от canzone villanesca alla napolitana, буквально «деревенская песня в неаполитанской манере») — жанр итальянской лирической (пасторальной, часто с комическим оттенком) поэзии и многоголосной (обычно на 3 или 4 голоса) песни. Форма строфическая. Склад вилланеллы полифонический, большей частью в моноритмической фактуре, с элементами имитационной полифонии. Вилланнелла исполнялась под аккомпанемент лютни или a капелла. Музыкальная вилланелла рассматривается как один из важнейших (наряду с фроттолой) предшественников итальянского мадригала.

## Вилланелла как текстомузыкальная форма

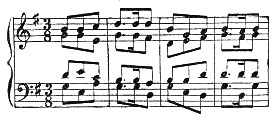
Ноты
(рисунок из «БСЭ1»)

Вилланелла зародилась, вероятно, в Неаполе во второй половине XV века. С 30-х годов XVI века получила стабильный вид строфической формы на 3 или 4 голоса (с конца XVI века также на 5 голосов). Верхний голос вилланеллы мог исполнять солист, а остальные голоса поручались музыкальным инструментам (как правило, лютне, в XVII в. также испанской гитаре). Склад вилланеллы полифонический, большей частью в моноритмической фактуре, с элементами имитационной полифонии. Из Италии вилланелла распространилась во Францию, где в начале XVII века получила название вилланель (франц. villanelle). Известны также немецкие (Я. Регнарт, Л. Лехнер) и английские (Т. Морли) стилизации вилланеллы.
Крупнейшие авторы музыкальных вилланелл в XVI веке — Джованни Доменико да Нола (сборник 1541 г., в двух томах), Адриан Вилларт (начиная со сборника 1545 г.), Орландо Лассо (сборники 1555, 1582 гг.), Лука Маренцио, Клод Ле Жён, Сиджизмондо д’Индиа. Многие музыкальные вилланеллы публиковались в Италии, Нидерландах и Франции XVI в. как анонимные сочинения. Отголоски итальянской традиции наблюдаются в Германии 2-й половины XVI (3 сборника «Kurtzweilige teutsche Lieder, nach Art der Neapolitanen oder welschen Villanellen» Я. Регнарта, 1574-79; песенные сборники Л. Лехнера, опубликованные в 1579—89) и 1-й трети XVII века (3 сборника «Musica boscareccia» И. Г. Шейна, публикации 1621, 1626, 1628).
Наряду с другими многоголосными песенными формами (фроттолой, канцонеттой, мореской), равно как и итальянским фобурдоном в богослужебной музыке, итальянская вилланелла XVI века дала толчок развитию аккордового чувства и (как следствие) гармонической тональности.

## Вилланелла как поэтическая форма
В поэзии, вилланель — твёрдая форма. Классическая вилланель состоит из 6 строф: пяти трехстиший и одного завершающего четверостишия. Средние строки всех трёхстиший рифмуются между собой. Первая и третья строки первого трехстишия по очереди повторяются в последних строках последующих трёхстиший (рефрен), а также в третьей и четвёртой строках завершающего четверостишия.

## Рецепция
Интерес к вилланелле (в основном, в духе стилизации «деревенской» пасторальной лирики) возродился в XIX — XX веках. Поэтические вилланеллы писали во Франции (Ш. Леконт де Лиль, Т. Банвиль), Великобритании (Г. А. Добсон, Д. Томас, Дж. Джойс), США (Джек Лондон, Сильвия Плат), России (В. Я. Брюсов). Классическим примером вилланеллы XX в. служит «Do not go gentle into that good night» валлийского поэта Дилана Томаса.
Музыкальные стилизации вилланеллы / вилланели писали французские композиторы XIX и XX веков Г. Берлиоз, Э. Шабрие, П. Дюка, Ф. Пуленк.